# Synagoga w Trzciance
Synagoga w Trzciance – synagoga została zbudowana w XIX wieku.

## Historia

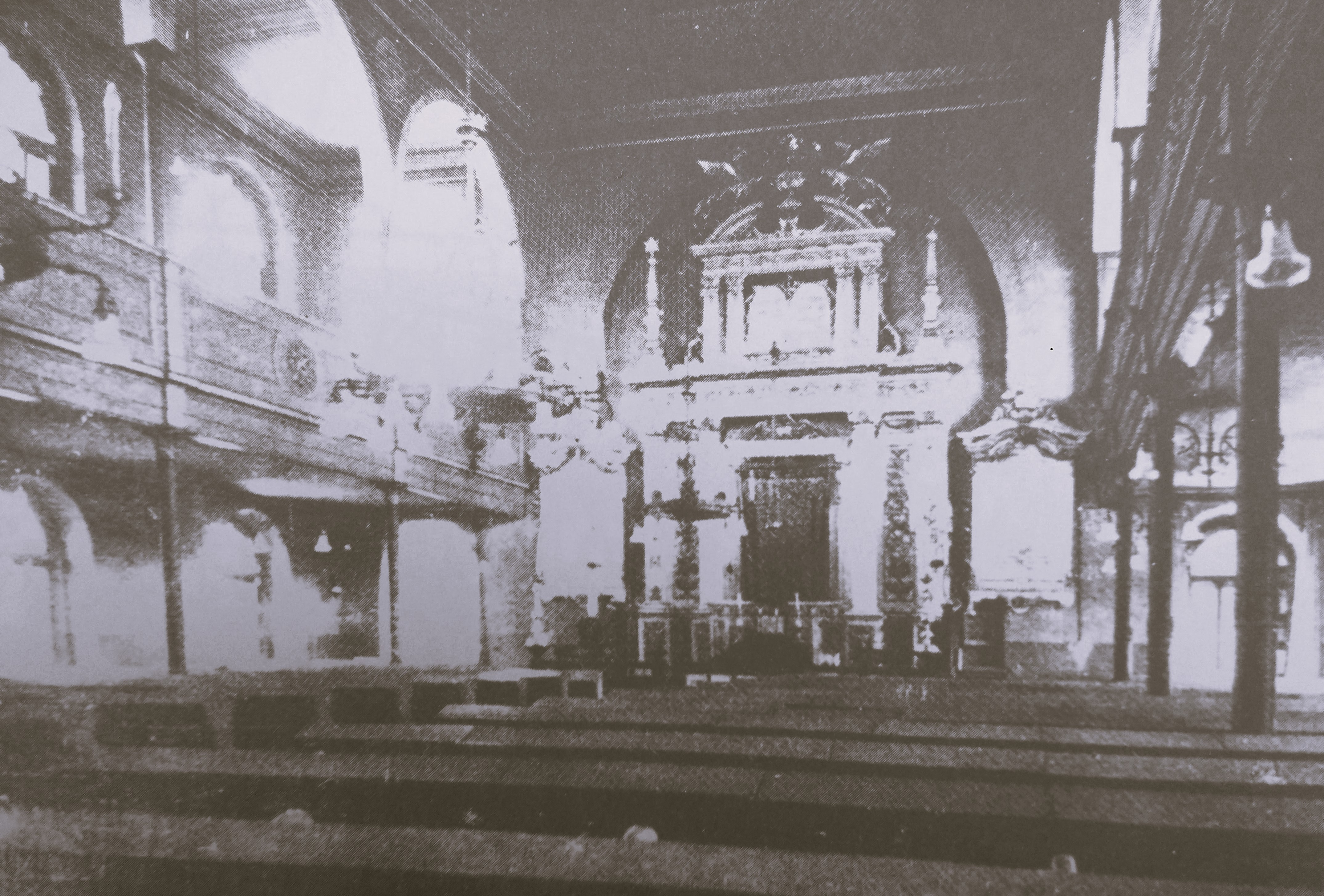
Wnętrze synagogi w końcu XIX wieku

Pierwsza, zorganizowana gmina żydowska powstała w Trzciance w 1734, natomiast nie jest znana data powstania pierwszej, drewnianej synagogi (w miejscu obecnego placu targowego przy ulicy Orzeszkowej). Strawił ją pożar w 1779, ale od razu została odbudowana (również z drewna). W 1823, w jej miejscu, wzniesiono synagogę z muru pruskiego. W 1886 otwarto murowaną synagogę. Obiekt mieścił czterysta osób i został przebudowany w czasie I wojny światowej. W pobliżu stanął dom rabina i zachowana do dziś w przebudowanej formie łaźnia rytualna. Obecnie jest budynkiem mieszkalnym. Podczas nocy kryształowej Niemcy zburzyli synagogę i rozkradli jej wyposażenie, zdewastowali mieszkania w dzielnicy żydowskiej i nowy cmentarz. Obecnie na jej miejscu znajduje się targowisko miejskie.